# Pendolino
Pendolino (z wł. „wahadełko”) – rodzina włoskich elektrycznych zespołów trakcyjnych dużych prędkości o prędkościach maksymalnych od 200 do 250 km/h, w większości przypadków posiadających wychylne nadwozie. Początkowo produkowane przez Fiat Ferroviaria, a później przez Alstom, który przejął Fiat Ferroviaria.
Powstało kilkaset jednostek, które są eksploatowane przez kilkunastu przewoźników w Europie i Azji. Własne składy Pendolino posiada również PKP Intercity (seria ED250), które obsługują nimi połączenia Express InterCity Premium.

## Historia

### Geneza
Pomysł wychylania nadwozia pociągu zaczął być popularny w latach 60. i 70. W tym czasie wielu przewoźników kolejowych, którym zaimponowały koleje dużych prędkości uruchomione we Francji (TGV) i w Japonii (Shinkansen), zastanawiało się nad rozwiązaniem technicznym pozwalającym na zwiększenie prędkości podróżowania bez konieczności budowania dodatkowych specjalnie przystosowanych torowisk, tak jak robiły to wspomniane dwa państwa. Poprzez wychylanie nadwozia pociąg jest w stanie pokonywać z większą prędkością łuki zaprojektowane dla wolniejszych pociągów, bezpiecznie i nie powodując dyskomfortu pasażerów.

### Prototyp

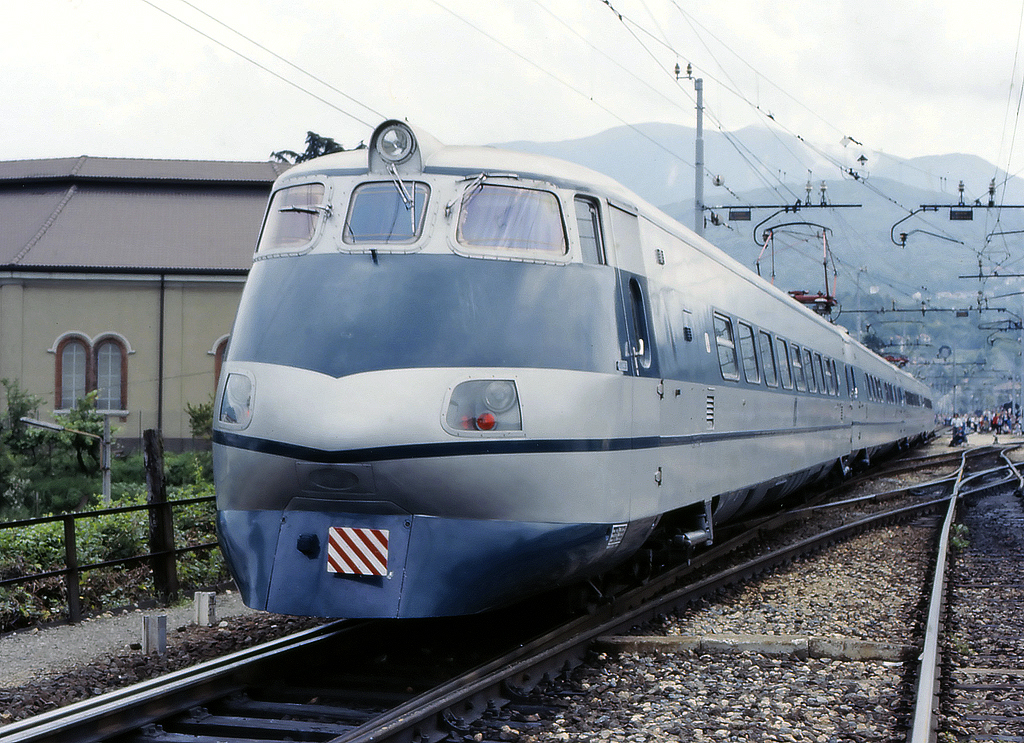
ETR401

W 1974 roku, po wielu latach testów, prób i analiz, powstał pierwszy prototypowy elektryczny zespół trakcyjny z wychylnym nadwoziem. Był to czteroczłonowy przegubowy pojazd oznaczony jako ETR401 o czole przypominającym dziób samolotu i zasilany napięciem 3000 V DC. Pojazd był przystosowany do prędkości 250 km/h, a podczas testów osiągnął prędkość 260 km/h.

### Druga generacja

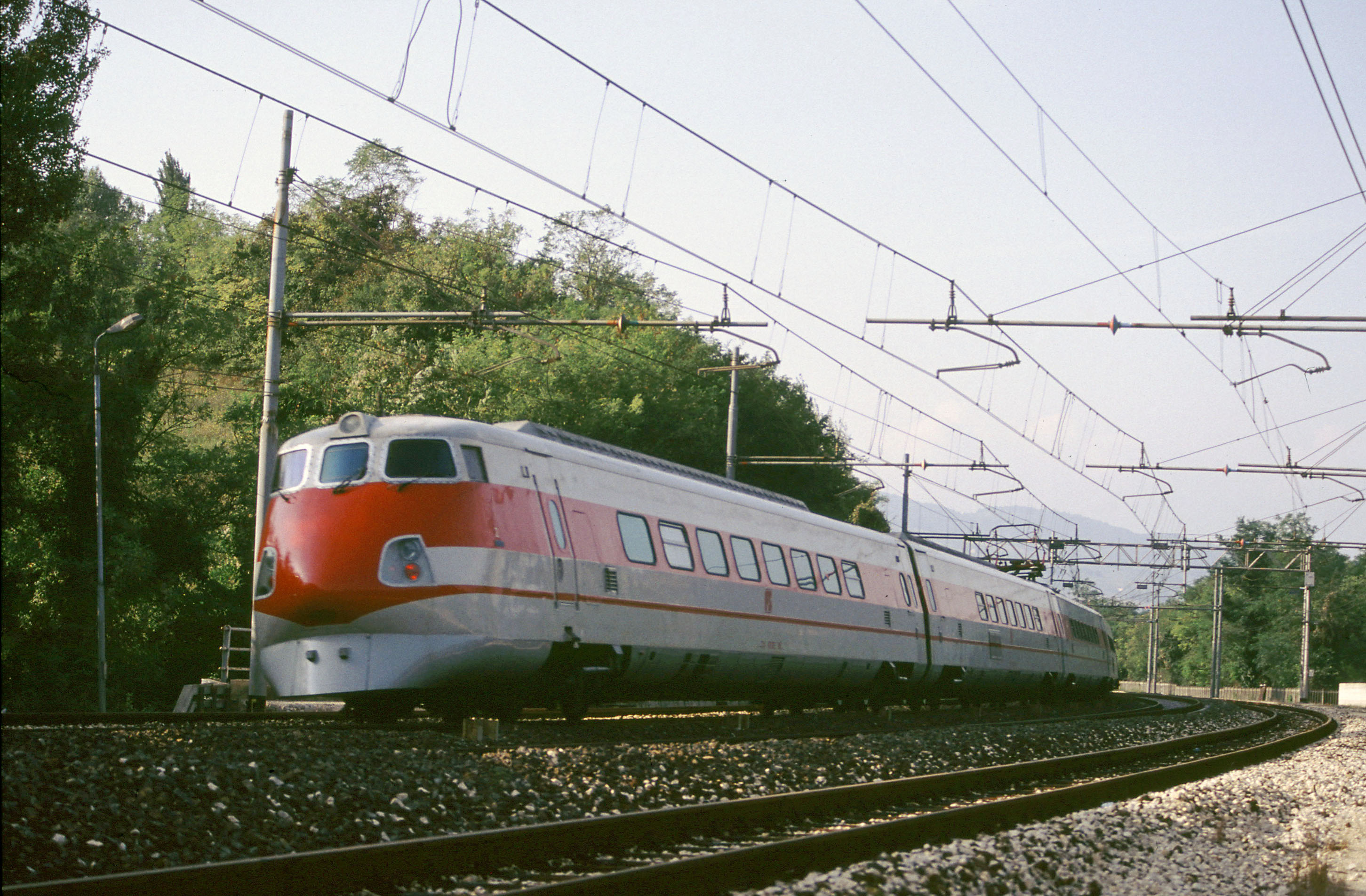
ETR450

W 1985 roku Ferrovie dello Stato zamówiły 9-członowe EZT z wychylnym nadwoziem, których konstrukcja bazowała na ETR401. Nowe pojazdy otrzymały oznaczenie ETR450, mogły rozwijać prędkość 250 km/h i do regularnej eksploatacji weszły w 1988 roku.

### Trzecia generacja

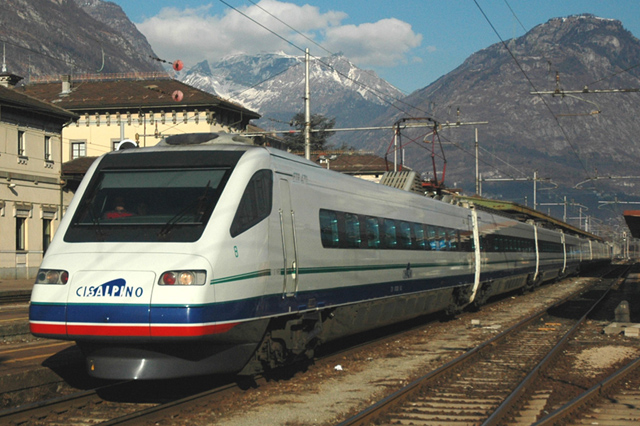
ETR470

W 1993 roku powstała szwajcarsko-włoska spółka Cisalpino, która zamówiła 9-członowe EZT z wychylnym nadwoziem przystosowane do pracy przy napięciu 3 kV DC (Włochy) oraz 15 kV AC (Szwajcaria i Niemcy). Stylistyka pojazdów została zaprojektowana od nowa przez włoskiego projektanta samochodów Giorgetto Giugiaro. Pojazdy otrzymały oznaczenie ETR470 i rozpoczęły służbę w 1996 roku.
Równolegle trwały prace nad ETR460 dla Ferrovie dello Stato, różniącymi się od ETR470 brakiem możliwości zasilania napięciem 15 kV AC.
W następnych latach dla FS powstały jeszcze ETR460P – 9-członowe jednostki przystosowane do pracy pod napięciem 3 kV DC i 1,5 kV DC (południowa Francja) o zmniejszonej prędkości maksymalnej do 200 km/h oraz ETR480 – 9-członowe jednostki zasilane napięciem 3 kV DC. W 2006 roku część ETR800 dostosowano do pracy również pod napięciem 25 kV AC, po czym zmieniono im oznaczenie na ETR485.
Na bazie ETR460 i ETR470 powstało wiele eksportowych wersji Pendolino:
- w 1999 roku dla kolei hiszpańskich – RENFE – powstała szerokotorowa, 3-członowa wersja zasilana napięciem 3 kV DC, później przystosowana do pracy również pod napięciem 25 kV AC[2];
- w 1999 roku dla kolei portugalskich – Comboios de Portugal – powstała szerokotorowa, 6-członowa wersja zasilana napięciem 25 kV AC[2];
- w 2000 roku dla kolei słoweńskich – Slovenske železnice – powstała 3-członowa wersja zasilana napięciem 3 kV DC[2];
- w 2001 i 2004 roku dla kolei fińskich – Valtionrautatiet – powstała szerokotorowa 6-członowa wersja zasilana napięciem 25 kV AC[2];
- w 2004 roku dla kolei hiszpańskich – RENFE – powstała normalnotorowa, 4-członowa wersja zasilana napięciem 25 kV AC, pozbawiona mechanizmu wychylnego pudła[5][2];
- w 2005 roku dla kolei czeskich – České dráhy – powstała 7-członowa wersja przystosowana do pracy pod napięciem 3 kV DC, 15 kV AC i 25 kV AC[2].

### ICE T

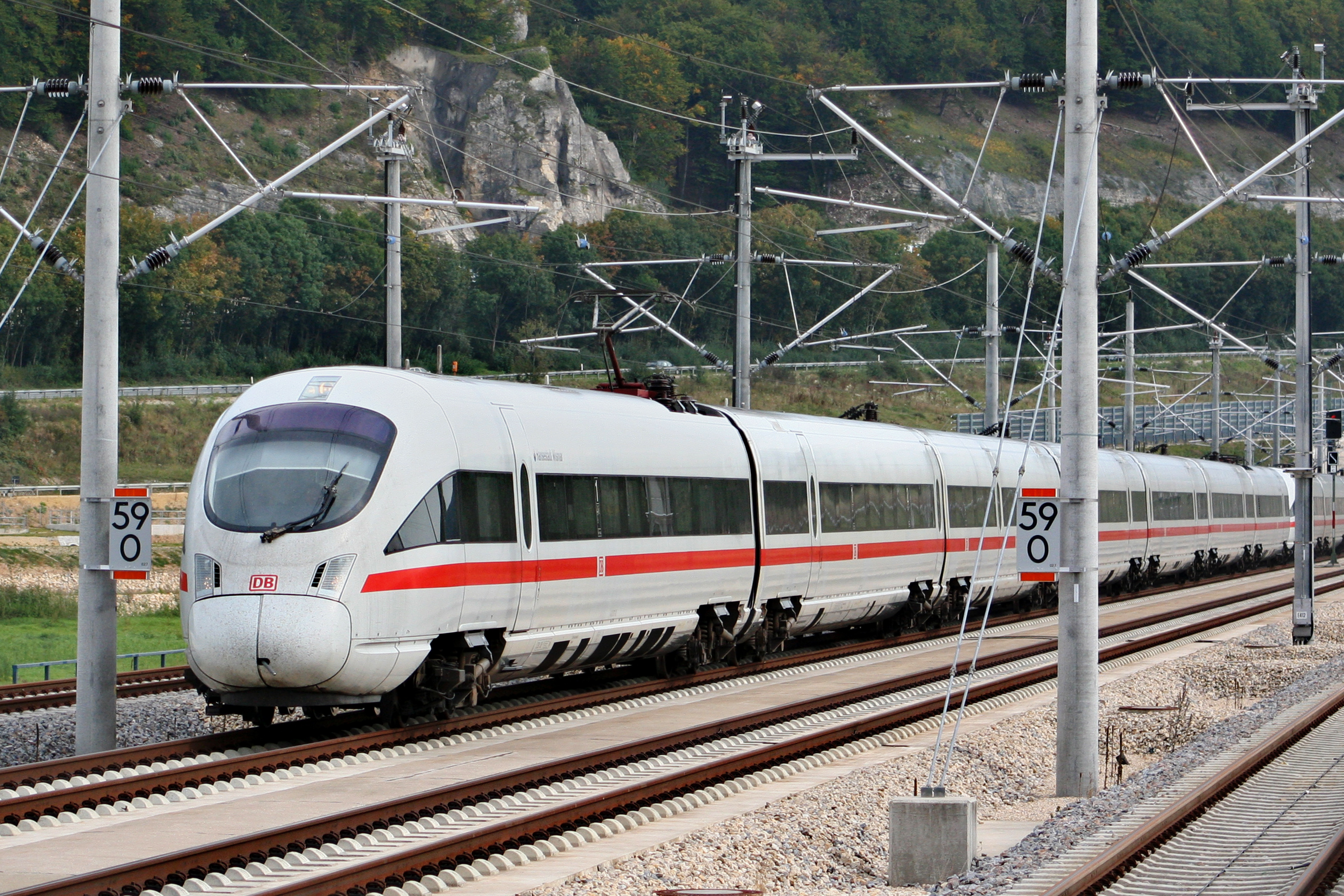
ICE T

W 1994 roku powstało konsorcjum złożone z niemieckich Siemensa i Düwagu oraz włoskiego Fiata, którego zadaniem była budowa dla Deutsche Bahn składu posiadającego mechanizm wychylnego nadwozia. Tak powstał ICE T, którego wagony i wyposażenie elektryczne zostały wyprodukowane przez niemieckich producentów, a wózki i system przechyłu dostarczył Fiat.

### Pendolino Britannico

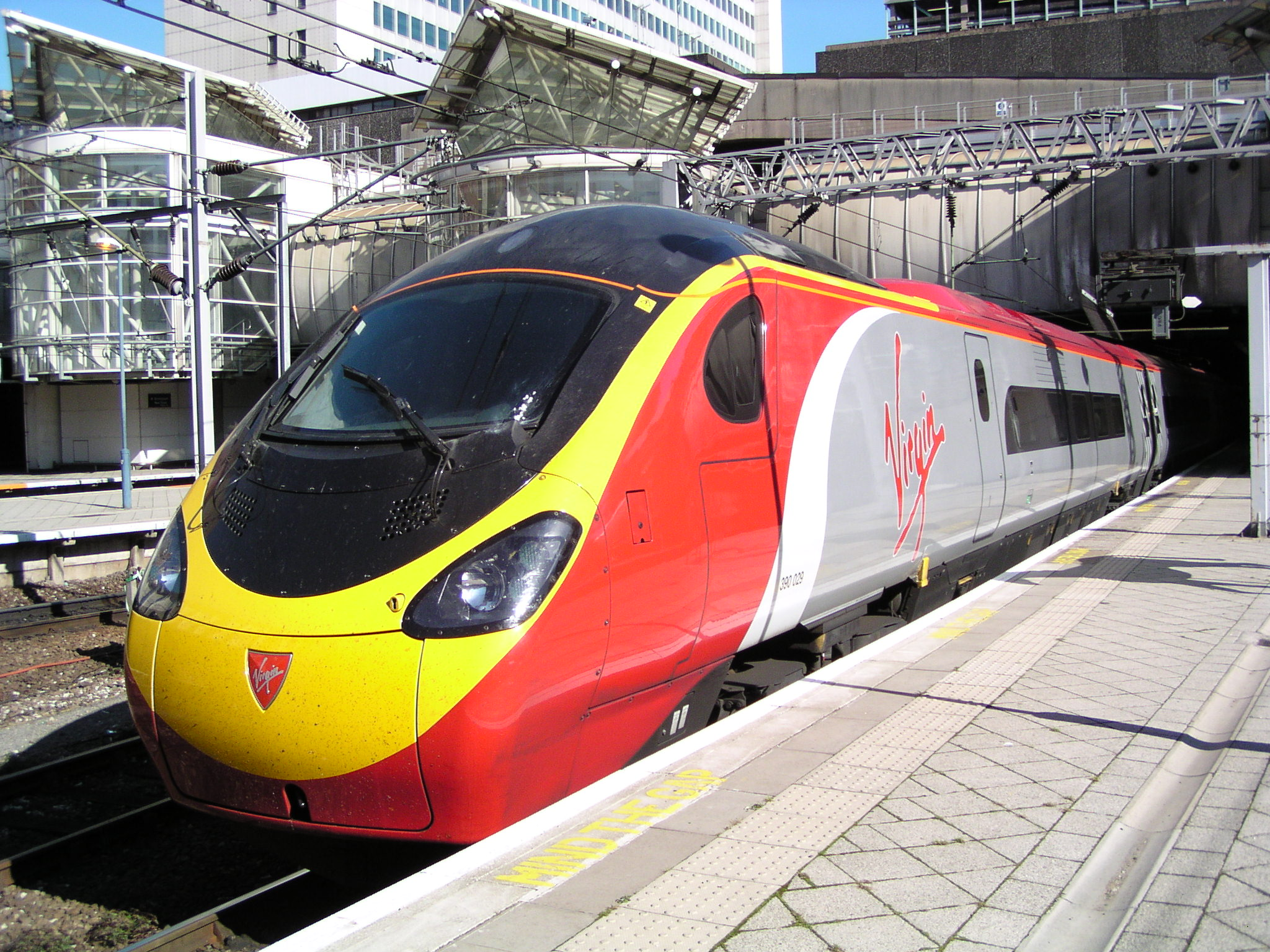
Pendolino Britannico

Ze względu na węższą skrajnię obowiązującą na torach w Wielkiej Brytanii i związane z nią ryzyko zahaczenia o przeszkody podczas przechyłu pudła, dla egzemplarzy zamówionych przez brytyjskiego przewoźnika Virgin Trains w 1998 roku konieczne było zaprojektowanie składów od nowa i wyposażenie w dodatkowy system TASS, który w razie konieczności ogranicza przechył pudła. Powstały w ten sposób jednostki 8- i 9-wagonowe oznaczone serią 390.

### Czwarta generacja –Nowe Pendolino

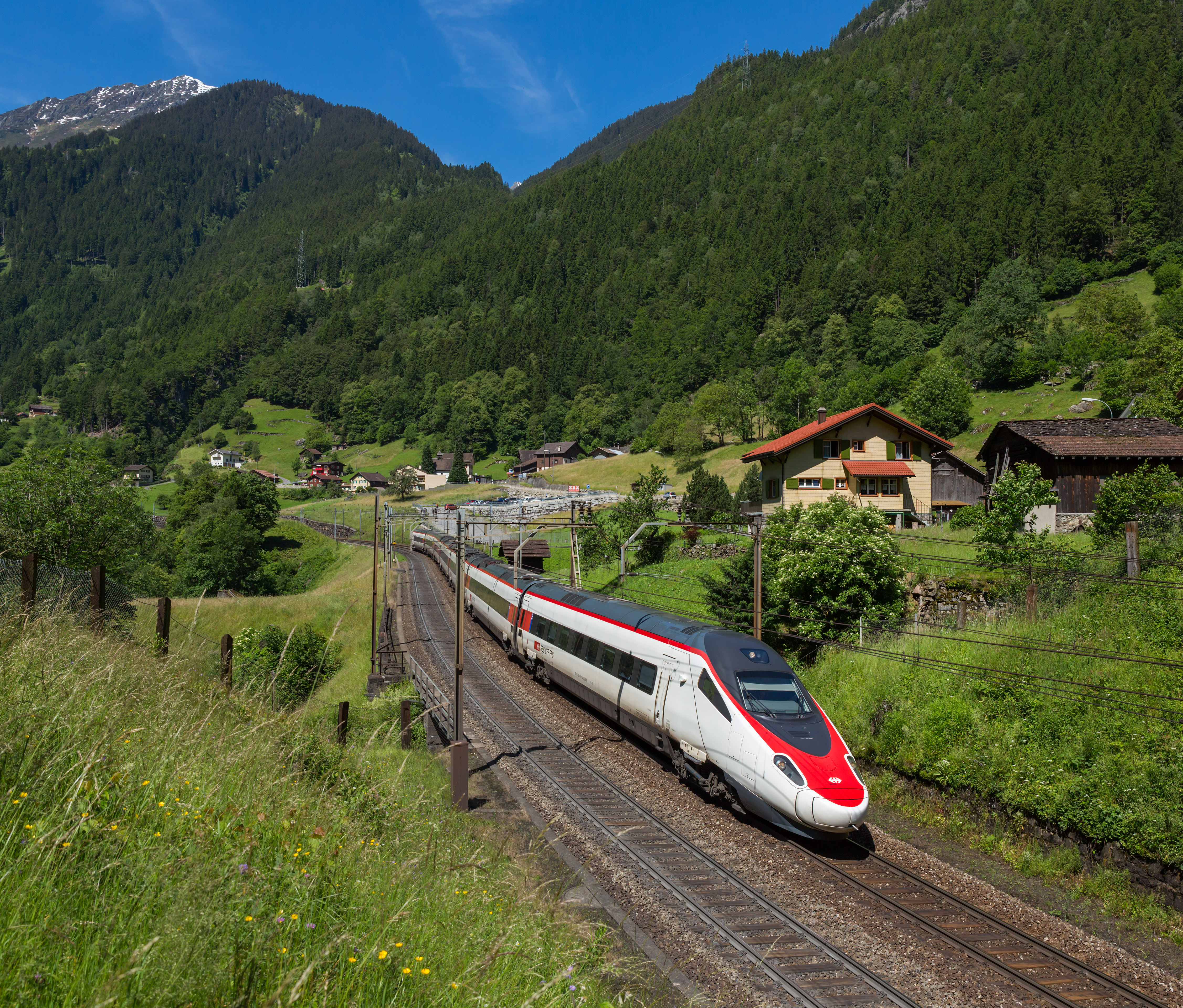
Pendolino ETR610 w malowaniu kolei szwajcarskich.

W 2007 roku powstał CRH5, będący wersją przejściową pomiędzy Pendolino trzeciej i czwartej generacji. Przy jego budowie zastosowano pewne uproszczenia, takie jak brak wychylnego pudła czy starsze technologie, jednakże posiada on wygląd Nowego Pendolino.
W 2008 roku zaprezentowano pierwszy skład czwartej generacji – Nowe Pendolino dla spółki Cisalpino, oznaczony jako ETR610, mogący rozwijać prędkość 250 km/h (prędkość konstrukcyjna 275 km/h) oraz dostosowany do pracy pod napięciem 3 kV DC, 15 kV AC i 25 kV AC. Nieco później rozpoczęto produkcję wersji pozbawionej możliwości pracy pod napięciem 15 kV AC, którą oznaczono jako ETR600.
Na bazie ETR600 i ETR610 powstało wiele eksportowych wersji Nowego Pendolino:
- w 2008 roku dla kolei hiszpańskich – RENFE – powstała normalnotorowa, 4-członowa wersja zasilana napięciem 25 kV AC, pozbawiona mechanizmu przechylnego pudła[2][7][11];
- w 2010 roku dla kolei fińsko-rosyjskich – Karelian Trains – powstała szerokotorowa, 7-członowa wersja dostosowana do zasilania napięciem 3 kV DC i 25 kV AC[12][13]; wersja ta posiada wygląd czoła z poprzedniej generacji[12];
- w 2013 roku dla PKP Intercity – normalnotorowa 7-członowa wersja pozbawiona mechanizmu wychylnego, ale z zachowanymi prędkościami maksymalnymi – eksploatacyjna 250 km/h i konstrukcyjna 275 km/h[14][10].

### Pendolino dla Nuovo Trasporto Viaggiatori
Pod koniec 2015 roku przewoźnik Nuovo Trasporto Viaggiatori zamówił Pendolino kolejnej generacji, którego projekt został stworzony przez Design & Styling Centre Alstom. Pociągi te w przeciwieństwie do wcześniejszych generacji mają spełniać wymagania TSI.

## Konstrukcja

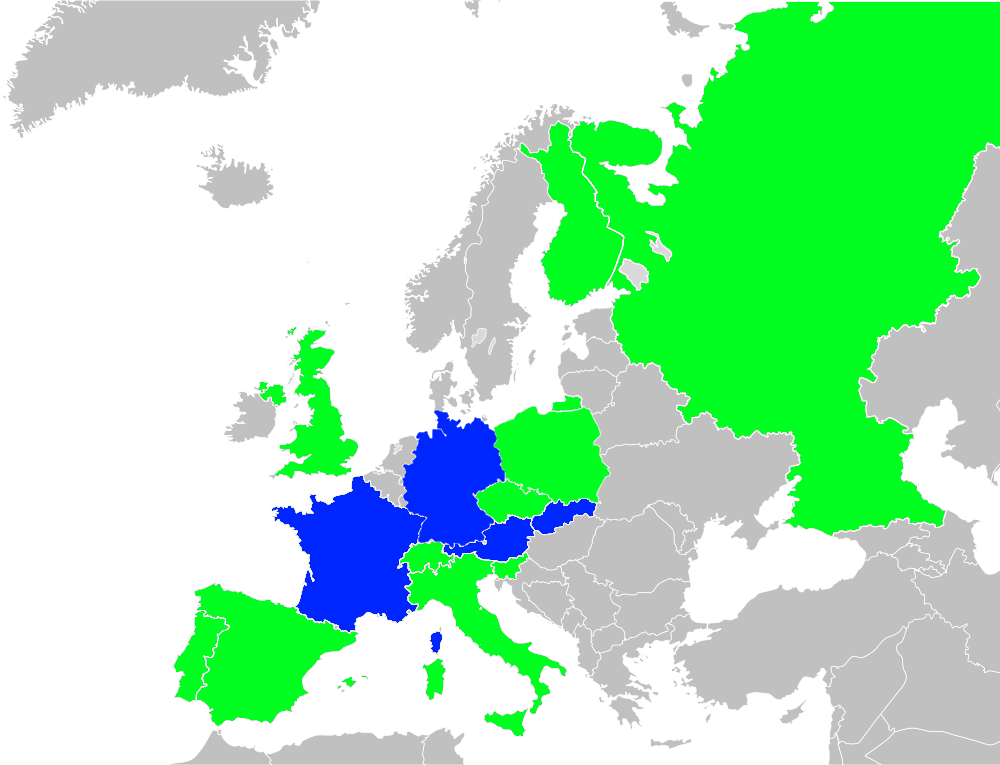
Państwa, które posiadają własne Pendolino
Państwa, na terenie których jest lub było użytkowane Pendolino zagranicznych przewoźników

| Typ       | Liczba członów | Długość | Rozstaw szyn | Liczba miejsc | Liczba miejsc | Liczba miejsc | Liczba miejsc | Liczba miejsc | Moc     | Prędkość maksymalna | Przyspieszenie | Maksymalny kąt przechyłu | Zasilanie | Zasilanie | Zasilanie | Zasilanie |                             |
| Typ       | Liczba członów | Długość | Rozstaw szyn | 2 kl.         | 1 kl.         | biznes        |               |               | Moc     | Prędkość maksymalna | Przyspieszenie | Maksymalny kąt przechyłu | DC        | DC        | AC        | AC        |                             |
| Typ       | Liczba członów | Długość | Rozstaw szyn | 2 kl.         | 1 kl.         | biznes        | 1,5 kV        | 3 kV          | Moc     | Prędkość maksymalna | Przyspieszenie | Maksymalny kąt przechyłu | 15 kV     | 25 kV     |           |           |                             |
| --------- | -------------- | ------- | ------------ | ------------- | ------------- | ------------- | ------------- | ------------- | ------- | ------------------- | -------------- | ------------------------ | --------- | --------- | --------- | --------- | --------------------------- |
| Class 390 | 9              | 216,9 m | 1435 mm      | 294           | 145           | –             | 3             |               | 5100 kW | 225 km/h            | 0,37 m/s²      | 8°                       | Nie       | Nie       | Nie       | Tak       | [ 8 ] [ 16 ] [ 17 ]         |
| Class 390 | 11             | 265,2 m | 1435 mm      | 444           | 145           | –             | 3             |               |         | 225 km/h            | 0,36 m/s²      | 8°                       | Nie       | Nie       | Nie       | Tak       | [ 8 ] [ 16 ] [ 17 ]         |
| CP 4000   | 6              |         | 1668 mm      | 205           | 96            | –             | –             | –             |         | 220 km/h            |                |                          | Nie       | Nie       | Nie       | Tak       | [ 7 ] [ 11 ]                |
| CRH5      | 8              | 211,5 m | 1435 mm      | 622           | 622           |               |               |               | 5500 kW | 250 km/h            |                | brak                     | Nie       | Nie       | Nie       | Tak       | [ 18 ] [ 19 ]               |
| ČD 680    | 7              | 184,4 m | 1435 mm      | 226           | 105           | –             | 2             |               | 4000 kW | 230 km/h            | 0,41 m/s²      | 7,5°                     | Nie       | Tak       | Tak       | Tak       | [ 20 ] [ 21 ]               |
| ED250     | 7              | 187,4 m | 1435 mm      | 341           | 45            | –             | 2             | 16            | 5664 kW | 250 km/h            | 0,49 m/s²      | brak                     | Nie       | Tak       | Tak       | Tak       | [ 14 ] [ 22 ] [ 23 ] [ 24 ] |
| ETR401    | 4              | 105,9 m | 1435 mm      | –             | 171           | –             | –             | –             | 1800 kW | 250 km/h            |                | 10°                      | Nie       | Tak       | Nie       | Nie       | [ 1 ] [ 2 ] [ 3 ]           |
| ETR450    | 9              | 233,9 m | 1435 mm      | 264           | 126           |               |               |               | 5400 kW | 250 km/h            |                |                          | Nie       | Tak       | Nie       | Nie       | [ 1 ] [ 2 ] [ 3 ]           |
| ETR460    | 9              | 236,6 m | 1435 mm      | 341           | 139           |               |               | 23            | 5880 kW | 250 km/h            |                |                          | Nie       | Tak       | Nie       | Nie       | [ 1 ] [ 2 ] [ 3 ]           |
| ETR460P   | 9              | 236,6 m | 1435 mm      | 338           | 138           |               |               | 23            | 5880 kW | 200 km/h            |                |                          | Tak       | Tak       | Nie       | Nie       | [ 1 ] [ 2 ] [ 3 ]           |
| ETR470    | 9              | 236,6 m | 1435 mm      | 322           | 151           |               |               | 29            | 5880 kW | 200 km/h            |                |                          | Nie       | Tak       | Tak       | Nie       | [ 4 ] [ 3 ]                 |
| ETR480    | 9              | 236,6 m | 1435 mm      | 139           | 341           |               |               | 23            | 5880 kW | 250 km/h            |                |                          | Nie       | Tak       | Nie       | Nie       | [ 1 ] [ 2 ] [ 3 ]           |
| ETR485    | 9              | 236,6 m | 1435 mm      |               |               |               |               |               | 5880 kW | 250 km/h            |                |                          | Nie       | Tak       | Nie       | Tak       | [ 1 ] [ 2 ] [ 3 ]           |
| ETR600    | 7              | 187,4 m | 1435 mm      | 430           | 430           |               | 3             |               | 5500 kW | 250 km/h            |                |                          | Nie       | Tak       | Nie       | Tak       | [ 7 ] [ 3 ]                 |
| ETR610    | 7              | 187,4 m | 1435 mm      | 430           | 430           |               | 3             |               | 5500 kW | 250 km/h            |                | 8°                       | Nie       | Tak       | Tak       | Tak       | [ 7 ] [ 25 ] [ 3 ]          |
| NTV       | 7              | 187 m   |              | ~480          | ~480          | ~480          | ~480          | –             |         | 250 km/h            |                |                          | ?         | ?         | ?         | ?         | [ 15 ]                      |
| Serie 490 | 3              |         | 1668 mm      | 49            | 111           | –             | 1             | –             |         | 220 km/h            |                |                          | Nie       | Tak       | Nie       | Tak       | [ 26 ] [ 2 ]                |
| Serie 104 | 4              |         | 1435 mm      | 206           | 31            |               |               |               | 4000 kW | 250 km/h            |                | brak                     | Nie       | Nie       | Nie       | Tak       | [ 27 ] [ 2 ] [ 5 ]          |
| Serie 114 | 4              | 107,9 m | 1435 mm      | 236           | –             | –             | 1             | –             |         | 250 km/h            |                | brak                     | Nie       | Nie       | Nie       | Tak       | [ 2 ] [ 28 ] [ 7 ] [ 11 ]   |
| Sm3       | 6              | 159 m   | 1524 mm      | 260           | 40            | 7             | 2             |               | 4000 kW | 220 km/h            |                |                          | Nie       | Nie       | Nie       | Tak       | [ 29 ] [ 2 ] [ 30 ]         |
| Sm6       | 7              | 184,8 m | 1522 mm      | 342           | 342           |               | 2             |               | 5500 kW | 220 km/h            |                | 8°                       | Nie       | Tak       | Nie       | Tak       | [ 31 ] [ 32 ]               |
| SŽ 310    | 3              |         | 1435 mm      | 134           | 30            |               |               |               | 2000 kW | 200 km/h            |                |                          | Nie       | Tak       | Nie       | Nie       | [ 33 ] [ 2 ] [ 34 ]         |

     Państwa, które posiadają własne Pendolino
     Państwa, na terenie których jest lub było użytkowane Pendolino zagranicznych przewoźników

## Eksploatacja

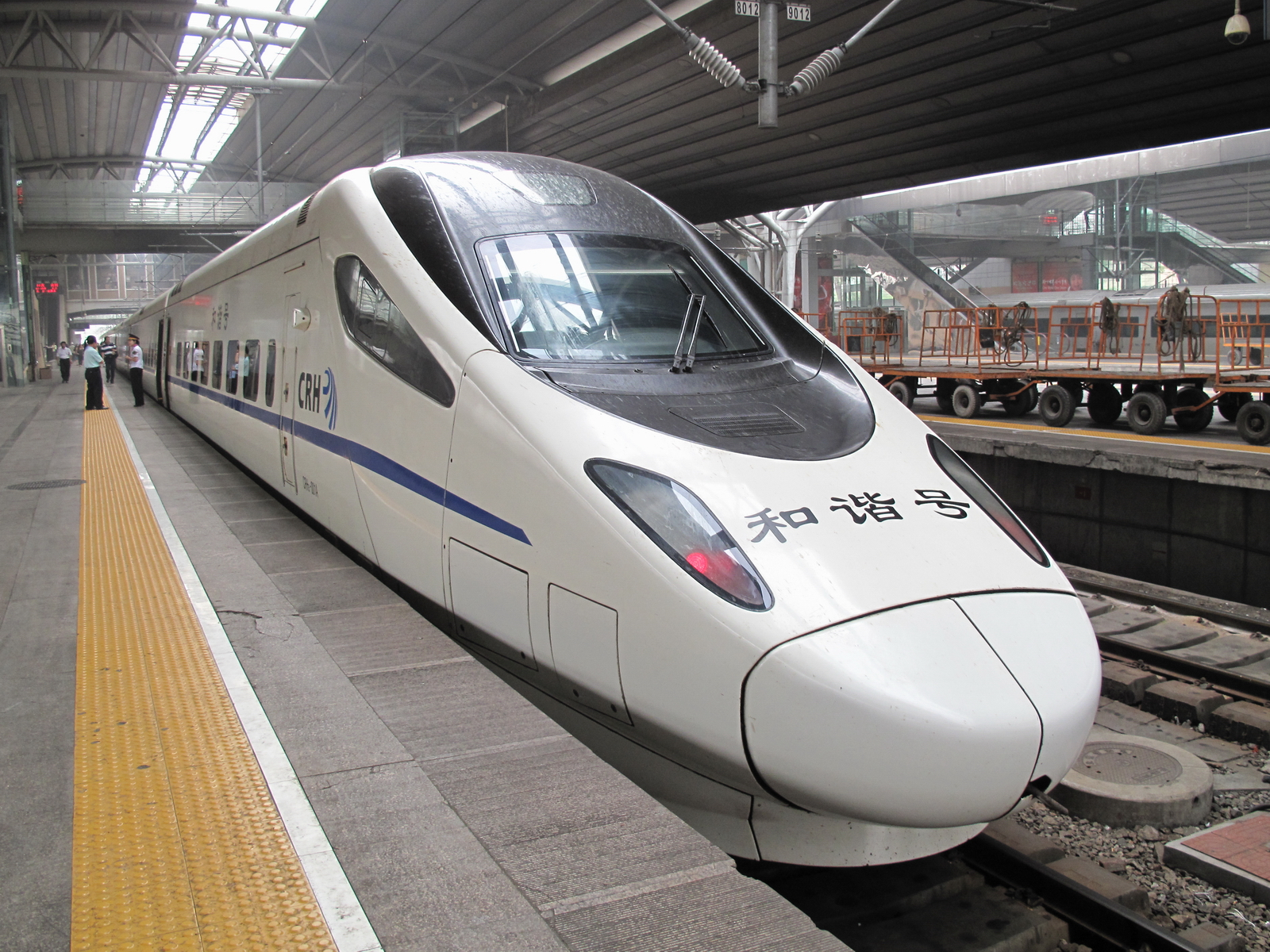
CRH5, Koleje Chińskie

| Państwo             | Przewoźnik                  | Liczba  | Oznaczenie | Liczba członów | Wychylne nadwozie | Prędkość maksymalna |                            |
| ------------------- | --------------------------- | ------- | ---------- | -------------- | ----------------- | ------------------- | -------------------------- |
| Chiny               | Koleje chińskie             | 140     | CRH5       | 8              | Nie               | 250                 | [ 35 ]                     |
| Czechy              | České dráhy                 | 7       | 680 ČD     | 7              | Tak               | 230                 | [ 36 ]                     |
| Finlandia           | VR                          | 18      | Sm3        | 6              | Tak               | 220                 | [ 2 ]                      |
| Finlandia · Rosja   | Karelian Trains             | 4       | Sm6        | 7              | Tak               | 220                 | [ 12 ]                     |
| Hiszpania           | RENFE                       | 10      | Serie 490  | 3              | Tak               | 220                 | [ 2 ] [ 37 ]               |
| Hiszpania           | RENFE                       | 20      | Serie 104  | 4              | Nie               | 250                 | [ 27 ]                     |
| Hiszpania           | RENFE                       | 13      | Serie 114  | 4              | Nie               | 250                 | [ 2 ] [ 28 ]               |
| Polska              | PKP Intercity               | 20      | ED250      | 7              | Nie               | 250                 | [ 38 ] [ 39 ]              |
| Portugalia          | Comboios de Portugal        | 10      | CP 4000    | 6              | Tak               | 220                 | [ 2 ]                      |
| Słowenia            | Slovenske železnice         | 3       | SŽ 310     | 3              | Tak               | 200                 | [ 33 ]                     |
| Szwajcaria · Włochy | Cisalpino                   | 0       | ETR470     | 9              | Tak               | 200                 | [ 40 ]                     |
| Szwajcaria · Włochy | Cisalpino                   | 0       | ETR610     | 7              | Tak               | 250                 | [ 40 ] [ 7 ] [ 41 ] [ 42 ] |
| Szwajcaria          | SBB-CFF-FFS                 | 0 (4)   | ETR470     | 9              | Tak               | 200                 | [ 40 ]                     |
| Szwajcaria          | SBB-CFF-FFS                 | 19      | ETR610     | 7              | Tak               | 250                 | [ 40 ] [ 7 ] [ 41 ] [ 43 ] |
| Wielka Brytania     | Avanti West Coast           | 21      | Class 390  | 9              | Tak               | 225                 | [ 16 ] [ 8 ]               |
| Wielka Brytania     | Avanti West Coast           | 35      | Class 390  | 11             | Tak               | 225                 | [ 16 ] [ 8 ]               |
| Włochy              | Ferrovie dello Stato        | 0 (15)  | ETR450     | 9              | Tak               | 250                 | [ 1 ] [ 44 ]               |
| Włochy              | Ferrovie dello Stato        | 7       | ETR460     | 9              | Tak               | 250                 | [ 1 ]                      |
| Włochy              | Ferrovie dello Stato        | 3       | ETR463     | 9              | Tak               | 250                 | [ 1 ] [ 2 ] [ 3 ] [ 45 ]   |
| Włochy              | Ferrovie dello Stato        | 5       | ETR470     | 9              | Tak               | 200                 | [ 40 ]                     |
| Włochy              | Ferrovie dello Stato        | 10      | ETR480     | 9              | Tak               | 250                 | [ 1 ]                      |
| Włochy              | Ferrovie dello Stato        | 5       | ETR485     | 9              | Tak               | 250                 | [ 1 ] [ 2 ]                |
| Włochy              | Ferrovie dello Stato        | 12      | ETR600     | 7              | Tak               | 250                 | [ 3 ]                      |
| Włochy              | Ferrovie dello Stato        | 7       | ETR610     | 7              | Tak               | 250                 | [ 40 ] [ 7 ]               |
| Włochy              | Nuovo Trasporto Viaggiatori | 11 z 22 |            | 7              | Tak               | 250                 | [ 46 ]                     |

1. 1 2  Cisalpino zakończyło działalność w 2009 roku, a jej tabor przejęły FS i SBB
2. ↑  Składy nie są użytkowane i mają zostać sprzedane.
3. ↑  Jedna jednostka Class 390 uległa zniszczeniu w wypadku.
4. ↑  Jednostki ETR450 zostały wycofane z ruchu na początku 2015 roku
5. ↑  5 zespołów ETR480 przebudowano na ETR485.

### Chiny
9 października 2004 roku Alstom podpisał umowę z Kolejami Chińskimi na dostawę 60 pociągów Pendolino, z których pierwsze 3 w całości powstały we Włoszech, kolejnych 6 wyprodukowano we Włoszech i złożono w Chinach, a pozostałe w całości zbudowano w Chinach przez Changchun Railway Vehicles Company. Pociągi te są pozbawione wychylnego nadwozia i otrzymały oznaczenie CRH5. 23 września 2009 podpisano kolejną umowę już tylko z Changchun Railway Vehicles Company na dostawę kolejnych 30 sztuk CRH5, a 13 października 2010 kolejnych 20 sztuk, a w kwietniu 2011 na następne 30 pojazdów tego typu.
Składy początkowo przeznaczono do obsługi linii Pekin – Harbin, a później również Pekin – Guangzhou oraz Shijiazhuang – Taiyuan.

### Czechy

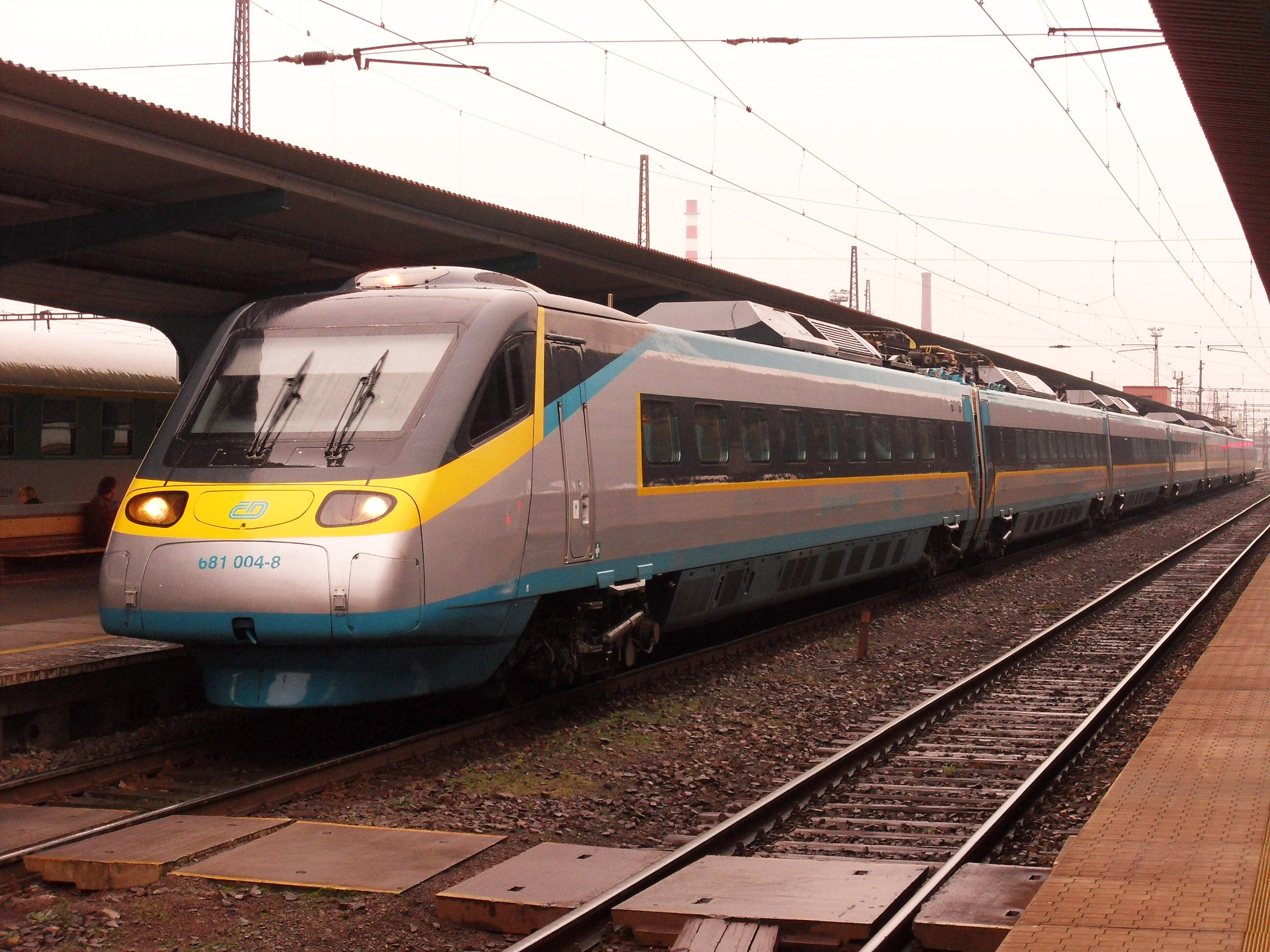
Seria 680, České dráhy

W sierpniu 1995 roku powołano do życia konsorcjum ČKD, MSV, Fiat Ferroviaria i Siemens, które do 2000 roku miało dostarczyć 10 sztuk 7-członowych Pendolino. Pod koniec 1998 roku ze względu na problemy ČKD i MSV zamówienie zostało zmniejszone do 7 sztuk. Pierwszy skład dostarczono w czerwcu 2003, a dostawy zakończono w listopadzie 2005.
17 listopada 2004 pierwsza jednostka podczas testów osiągnęła prędkość 237 km/h na linii kolejowej nr 250 pomiędzy miejscowościami Zaječí a Rakvice. Pod koniec grudnia 2004 rozpoczęto eksploatację nadzorowaną na trasie Praha – Děčín. Pomiędzy lipcem a sierpniem 2005 czeskie Pendolino przetestowano na niemieckiej sieci kolejowej. Na austriackiej sieci kolejowej jednostki przetestowano na przełomie sierpnia i września 2005 oraz w drugim kwartale 2006 roku.
W listopadzie 2005 Pendolino zostało dopuszczone do ruchu w Czechach, w drugiej połowie 2006 roku w Austrii i na Słowacji, a pod koniec 2006 roku również w Niemczech.
Pod koniec grudnia 2005 rozpoczęto planową eksploatację na trasie Praha-Holešovice – Ostrava. Podczas pierwszego pół roku eksploatacji dochodziło do licznych usterek i Pendolino były zastępowane przez klasyczne składy złożone z lokomotywy i wagonów; w związku z tymi usterkami przedstawiciele Alstoma dokonali pewnych modyfikacji w pociągach oraz ponownie przeszkolony został personel, dzięki czemu udało się wyeliminować występowanie problemów.
W grudniu 2006 rozpoczęto obsługę tras międzynarodowych składami Pendolino. Pociągi obsługiwały trasy z Pragi do Bratysławy, Wiednia i Żyliny. Wszystkie te połączenia były epizodyczne i ostatecznie z nich wszystkich zrezygnowano, koncentrując się na trasie Praga – Ostrawa.
W grudniu 2014 ponownie zdecydowano się na uruchomienie połączenia na Słowację, tym razem do Koszyc.
22 lipca 2015 jeden ze składów zderzył się na przejeździe kolejowo-drogowym z TIR-em, który wjechał na przejazd podczas opuszczania zapór. W wyniku wypadku zginęły 3 osoby, w tym 2 na miejscu. Zniszczeniu uległy również 2 człony pociągu. We wrześniu i październiku 2016 wszystkie człony pociągu zostały przetransportowane do Włoch celem wykonania odbudowy pociągu, którą ukończono na początku 2018 roku.
W czerwcu 2017 Koleje Czeskie siłami spółki zależnej DPO rozpoczęły modernizację wnętrz jednostek.
27 czerwca 2022 w Boguminie jedna z jednostek zderzyła się z lokomotywą ČD Cargo, w wyniku czego doznała poważnych uszkodzeń oraz zginął maszynista. W listopadzie poinformowano, że Alstom złożył ofertę naprawy uszkodzonego Pendolino za około 200 milionów koron.
Maksymalna prędkość pociągów w Czechach wynosi 160 km/h.

### Finlandia

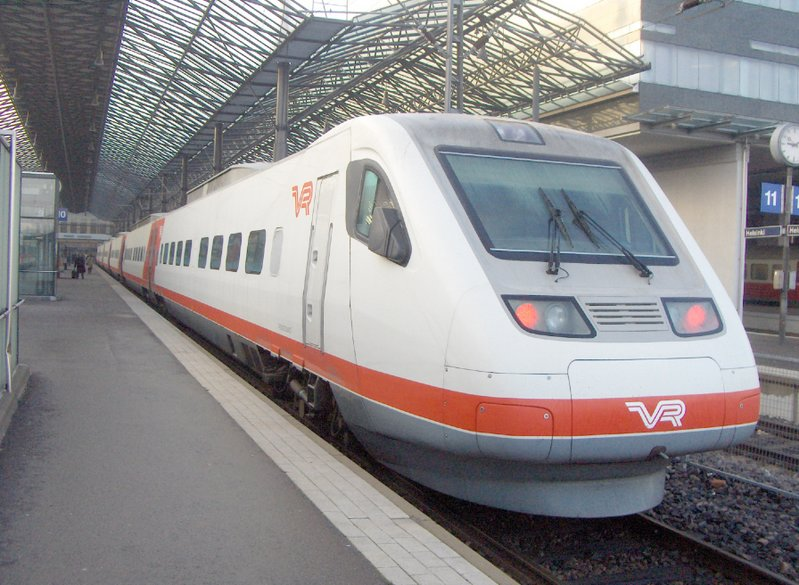
Sm3, VR

W 1992 roku fińskie koleje państwowe VR zamówiły 2 szerokotorowe pociągi Pendolino, które zostały zaprojektowane we włoskich zakładach Fiat Ferroviaria, a złożone w fińskich zakładach Otanmaki we współpracy z zakładami Transtech. Decyzja o montażu pociągów na miejscu podyktowana była chęcią lepszego przystosowania się do lokalnych wymogów i warunków klimatycznych.
Kolejne składy były produkowane już w Savigliano we Włoszech, a do Finlandii transportowano je drogą morską do portu w Turku. W 1997 roku zamówiono 8 jednostek, które dostarczono w latach 2000−2002. W 2002 zamówiono kolejnych 8, które przekazano w latach 2004–2006.
Składy zostały skierowane do obsługi zmodernizowanych linii kolejowych, pierwotnie z prędkością maksymalną 200 km/h, a później 220 km/h. Jeździły na trasach z Helsinek do innych miast Finlandii.
Pojazdy były krytykowane za dużą zawodność związaną z problemami technicznymi z wychylnym pudłem oraz sprzęgami. Występowanie problemów było szczególnie nasilone zimą. W sierpniu 2011 VR ogłosił, że Alstom przebuduje składy tak, aby zwiększyć ich niezawodność podczas zimy. Połowę kosztów przebudowy ma pokryć Alstom.

### Finlandia / Rosja

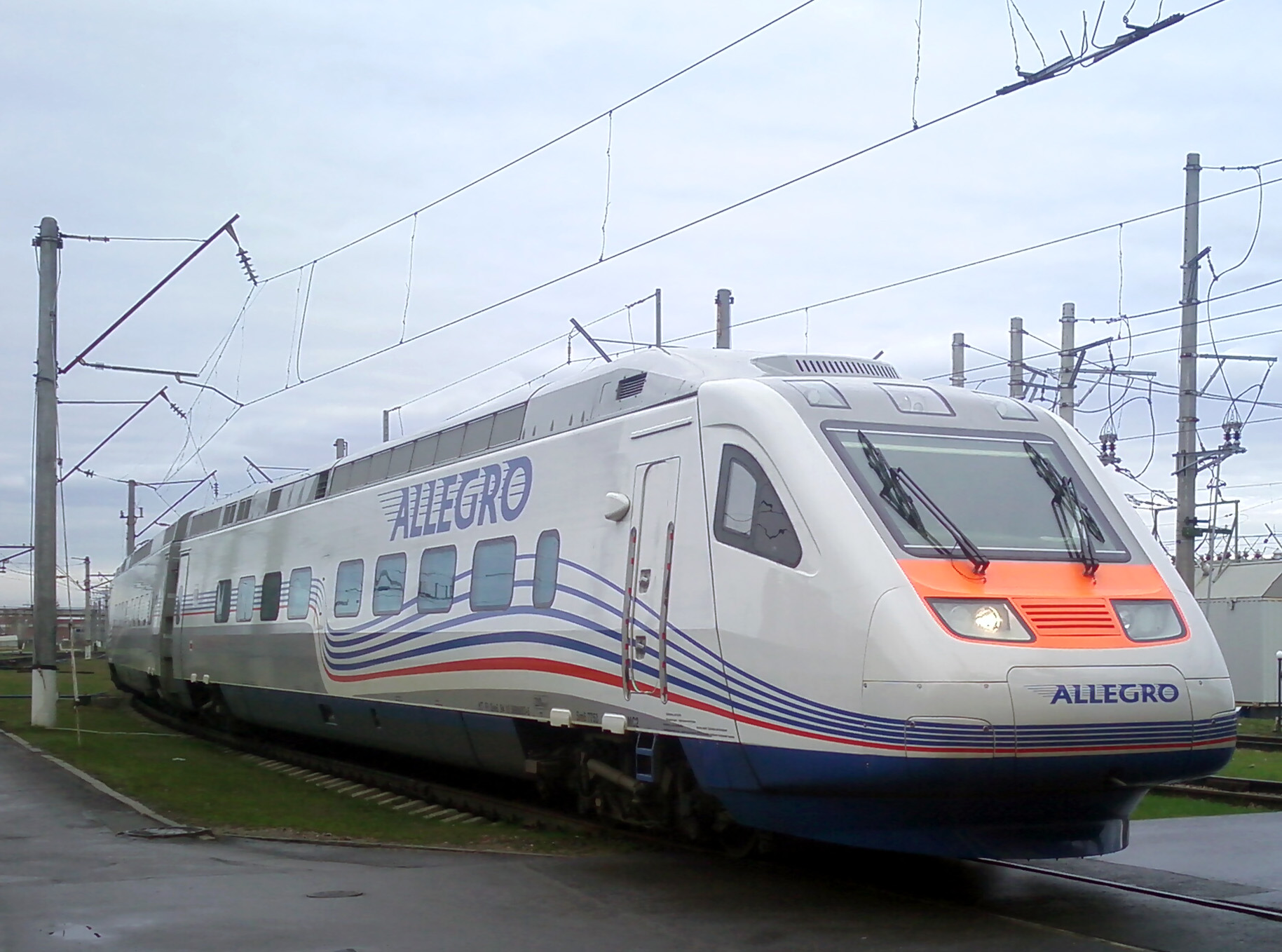
Sm6, Karelian Trains

28 sierpnia 2007 Karelian Trains (spółka joint venture Kolei Rosyjskich i VR) zamówiła 4 szerokotorowe, 7-członowe pociągi Pendolino do obsługi trasy Petersburg – Helsinki. Zamówienie przewiduje opcję domówienia dodatkowych 2 sztuk.
12 lutego 2010 pierwszy skład został zaprezentowany w Helsinkach. Pociągi otrzymały nazwę Allegro; są one dwusystemowe (3 kV DC i 25 kV AC) i dostosowane zarówno do rosyjskiego rozstawu szyn – 1524 mm – jak i fińskiego – 1520 mm. Na początku października Allegro zostały zaprezentowany na Dworcu Fińskim w Petersburgu.
Po stronie fińskiej pociągi były testowane w lokomotywowni przy stacji Ilmala oraz na odcinku Kerava – Lahti, a po stronie rosyjskiej w okolicach Petersburga oraz na torze doświadczalnym w pobliżu Szczerbinki.
12 grudnia 2010 prezydent Finlandii Tarja Halonen i premier Rosji Władimir Putin zainaugurowali połączenie. Wprowadzenie Allegro na tej trasie oraz kontroli granicznej w trakcie jazdy pozwoliło skrócić czas przejazdu z 6 godzin do 3,5 godziny. W 2011 roku z pociągów skorzystało 299 tys. pasażerów, w 2012 roku 354 tys., w 2016 roku 395 tys., w 2017 roku 482 tys., a w 2019 roku 550 tys..
27 marca 2022, ze względu na trwającą inwazję Rosji na Ukrainę, połączenie zostało zawieszone, a pociągi odstawione. 14 grudnia 2023 ze względu na brak wywiązywania się z zobowiązań finansowych przez Koleje Rosyjskie VR umorzyło pożyczki joint venture i, poprzez zastaw, przejęło pociągi.

### Hiszpania

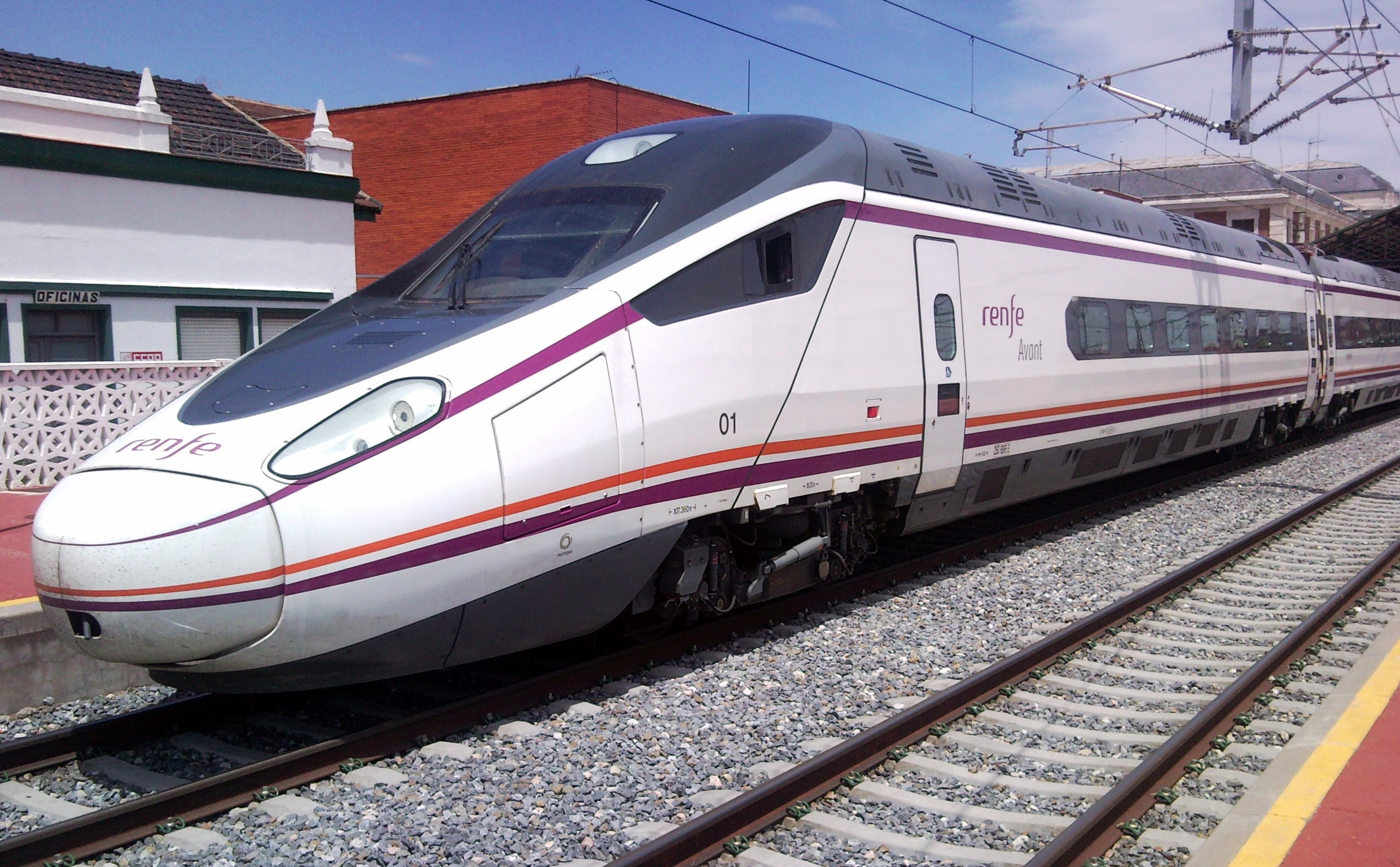
Seria 114, RENFE

W 1999 roku hiszpański narodowy przewoźnik RENFE zakupił 10 szerokotorowych Pendolino trzeciej generacji (seria 490), które zostały skierowane do obsługi połączeń Alaris łączących Madryt z Walencją, gdzie zastąpiły pociągi Talgo.
W 2005 roku RENFE zamówiło kolejne pociągi Pendolino trzeciej generacji, tym razem normalnotorowe i pozbawione systemu wychylnego pudła (seria 104). Zakupiono łącznie 20 sztuk, które skierowano do obsługi krótszych odcinków linii dużych prędkości.
W marcu 2006 przewoźnik podpisał umowę z konsorcjum Alstom – CAF na dostawę 30 składów 4-członowych czwartej generacji pozbawionych wychylnego pudła. Na początku 2008 roku zamówienie zostało zmniejszone do 13 sztuk ze względu na zwiększenie ceny jednostkowej. Pociągi zostały dostarczone na przełomie 2009/2010 roku i od czerwca 2011 roku rozpoczęły regularne kursy z pasażerami. Skierowano je do obsługi połączeń Avant: Madryt – Valladolid oraz Barcelona – Lleida.

### Polska

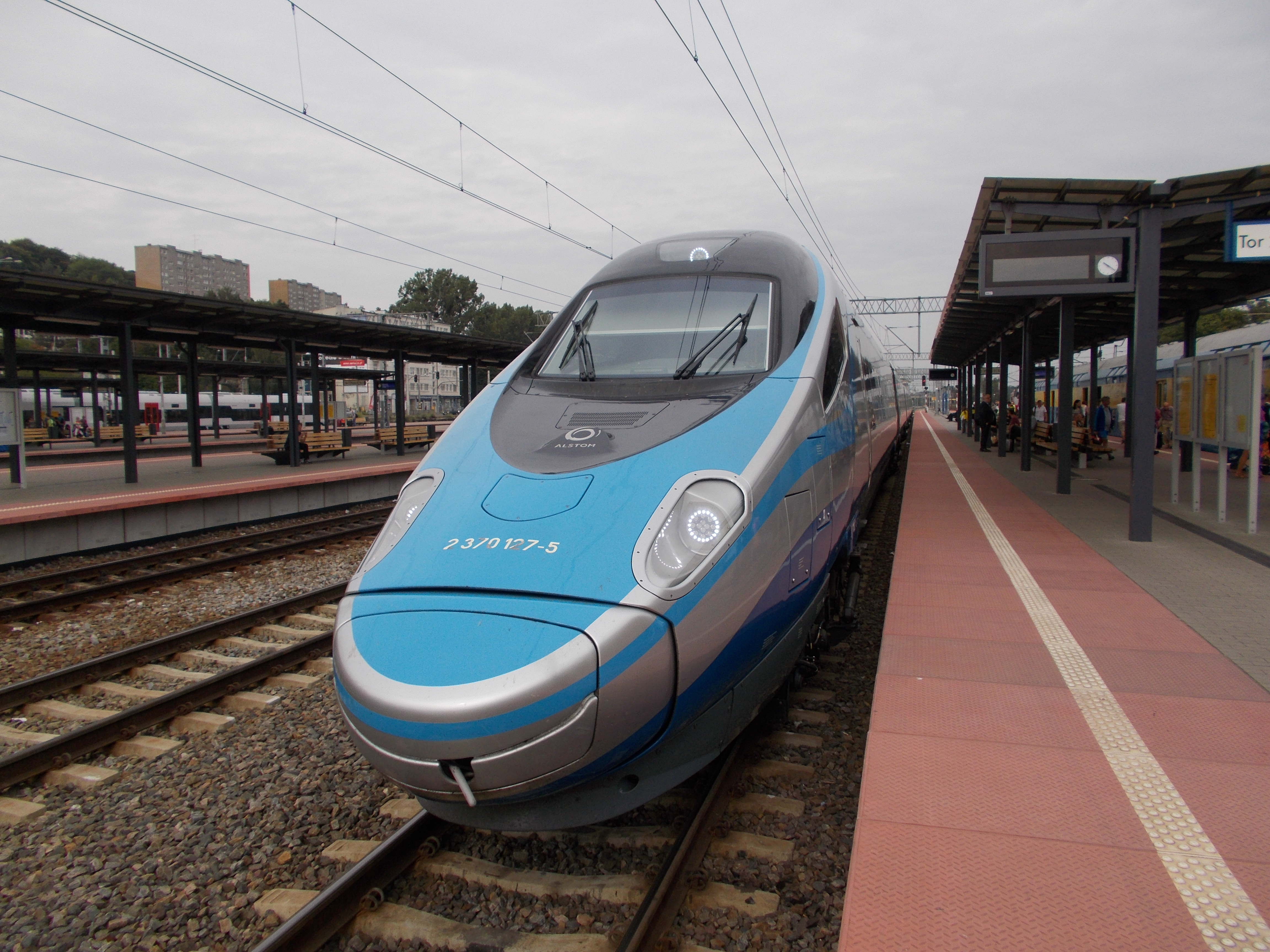
Pendolino ED250 w malowaniu PKP intercity.

30 maja 2011 PKP Intercity podpisały z przedsiębiorstwem Alstom Transport kontrakt o wartości 665 milionów euro (2,64 mld zł) na dostawę 20 7-członowych pociągów New Pendolino bez mechanizmu przechyłu nadwozia oraz budowę zaplecza technicznego w Warszawie, przeznaczonego wyłącznie na potrzeby utrzymania taboru kolei dużych prędkości. Podpisana umowa obejmuje także utrzymanie techniczne pociągów przez okres maksymalnie 17 lat. Koszt dostawy samych pociągów to 400 mln euro, a pozostała suma ok. 265 milionów euro dotyczy budowy zaplecza technicznego i serwisu utrzymania. W październiku 2012 francuskie przedsiębiorstwo Karmar rozpoczęło budowę zaplecza technicznego dla pociągów Pendolino na stacji postojowej Warszawa Grochów. Budowę bazy zakończono w kwietniu 2014 i wtedy też wjechały do niej dostarczone do tego czasu Pendolino.
Od 16 listopada 2013 do 8 grudnia 2013 (w dni wolne) na Centralnej Magistrali Kolejowej trwały testy składów, podczas których kilkukrotnie bito rekord prędkości Polski oraz przetestowano poprawność działania różnych systemów, w tym ETCS. Podczas testów osiągnięto najwyższą prędkość w historii eksploatacji pociągów Pendolino na świecie – 293 km/h.
Do końca 2013 roku do Polski dotarły 4 pociągi. 6 maja 2014 minął termin przekazania pierwszych ośmiu Pendolino; składy nie zostały jednak przekazane ze względu na problemy z otrzymaniem homologacji. Ostatecznie, 11 września pierwsze ze składów otrzymały świadectwa dopuszczenia typu do eksploatacji wydane przez Urząd Transportu Kolejowego. We wrześniu 14 składów znajdowało się fizycznie w Polsce, a w połowie października pierwsze 2 składy zostały odebrane przez PKP IC. Do dnia rozpoczęcia kursów z pasażerami (14 grudnia 2014) odebrano 15 składów.
14 grudnia 2014 pociągi Pendolino rozpoczęły kursowanie w ramach nowej kategorii pociągów Express InterCity Premium obsługującej relacje łączące Warszawę z Gdynią, Katowicami, Krakowem i Wrocławiem. Maksymalna prędkość osiągana przez składy to 200 km/h. 13 grudnia 2015 podczas zmiany rozkładu jazdy wydłużono trasy części pociągów do Bielska-Białej, Gliwic i Rzeszowa, a 29 kwietnia 2016 do Jeleniej Góry i Kołobrzegu.
15 grudnia 2024 składy rozpoczęły obsługę połęczenia Warszawa – Poznań – Szczecin. Jednocześnie zaprzestano kursowanie pomiędzy Wrocławiem a Jelenią Górą.

### Portugalia

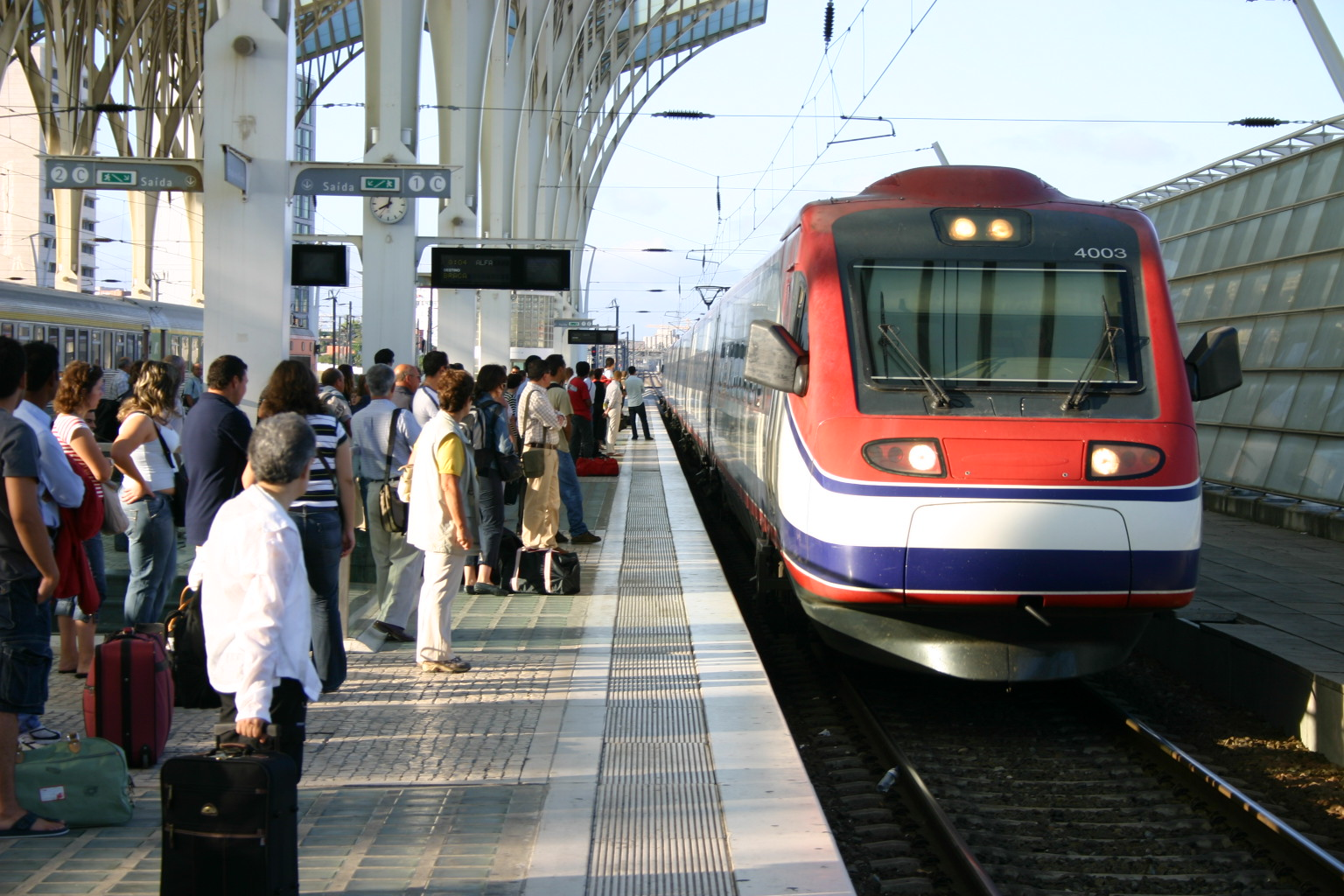
Seria 4000, Comboios de Portugal

W 1999 roku portugalski narodowy przewoźnik Comboios de Portugal zakupił 10 szerokotorowych, 6-członowych składów, które zostały wyprodukowane w portugalskiej fabryce Alstoma w Amadora. Podczas testów Pendolino ustanowiło portugalski rekord prędkości – w pobliżu stacji Lisboa Oriente skład rozpędził się do 236,6 km/h.
Po dostarczeniu zostały skierowane do obsługi połączeń Alfa Pendular pomiędzy Bragą, Lizboną i Faro. Początkowo maksymalna rozwijana prędkość wynosiła 200 km/h, lecz później na niektórych fragmentach trasy podniesiono ją do 220 km/h.
W 2016 roku jednostki zostały wysłane na kompleksowy przegląd i odświeżenie wnętrza, które objęło m.in. montaż gniazdek elektrycznych i Wi-Fi. W związku z remontami przewoźnik zmuszony był wypożyczyć od RENFE kilka jednostek serii 120. Pierwsza zmodernizowana jednostka była gotowa w marcu 2017.

### Słowenia

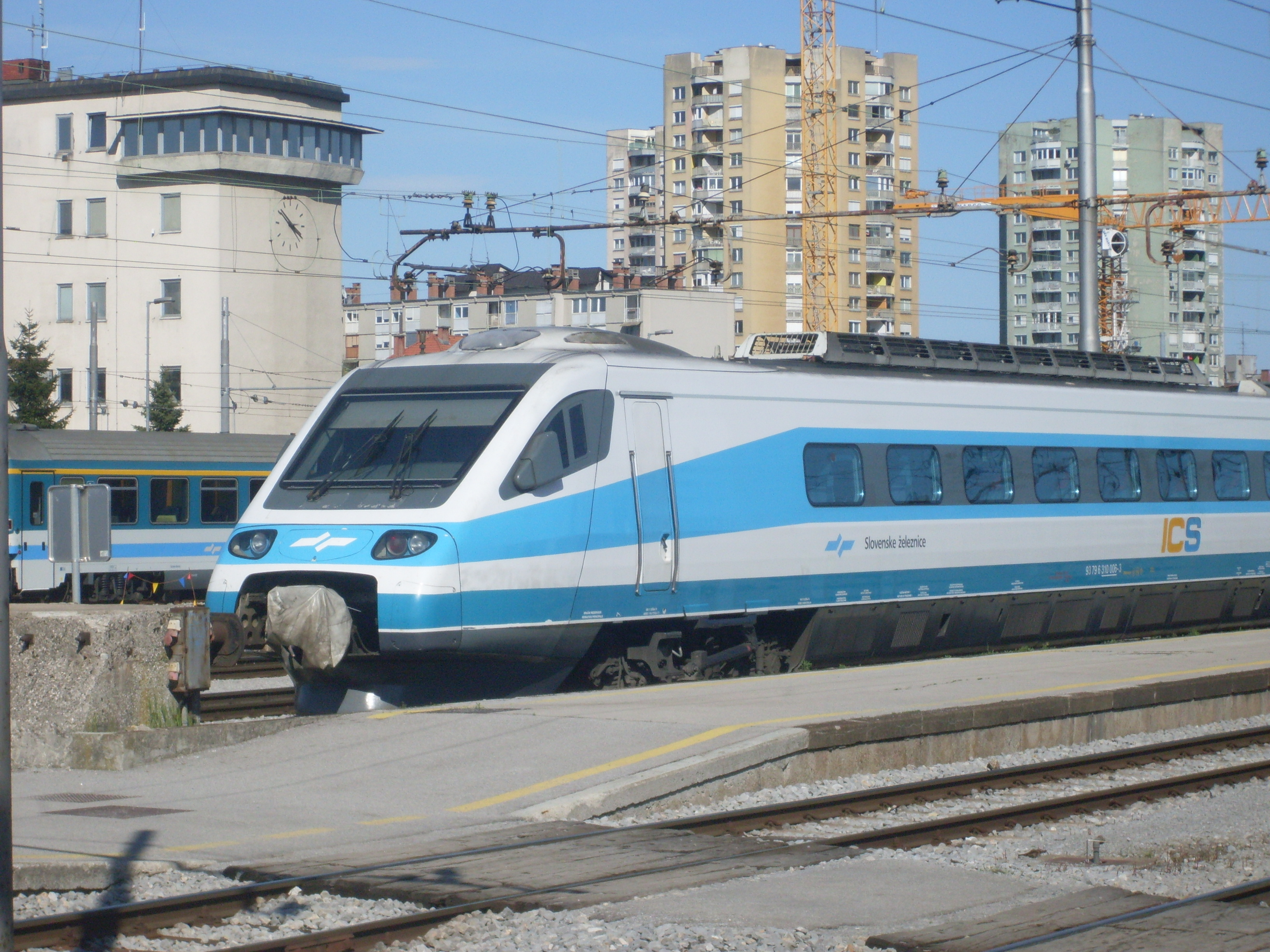
Seria 310, Slovenske železnice

W 2000 roku Koleje Słoweńskie ((słoweń.) Slovenske železnice) zakupiły 3 pojazdy wzorowane na włoskim ETR 470 w wersji 3-członowej. Pociągi są eksploatowane jako InterCitySlovenija i łączą stacje Ljubljana, Zidani Most, Celje, Maribor i Koper.
Do 2008 roku jedna para relacji Maribor – Ljubljana była wydłużana do Wenecji przez Monfalcone i Triest, jednakże słoweńskie Pendolino straciły dopuszczenie do włoskiej sieci kolejowej ze względu na brak ETCS poziomu 2.

### Szwajcaria / Włochy

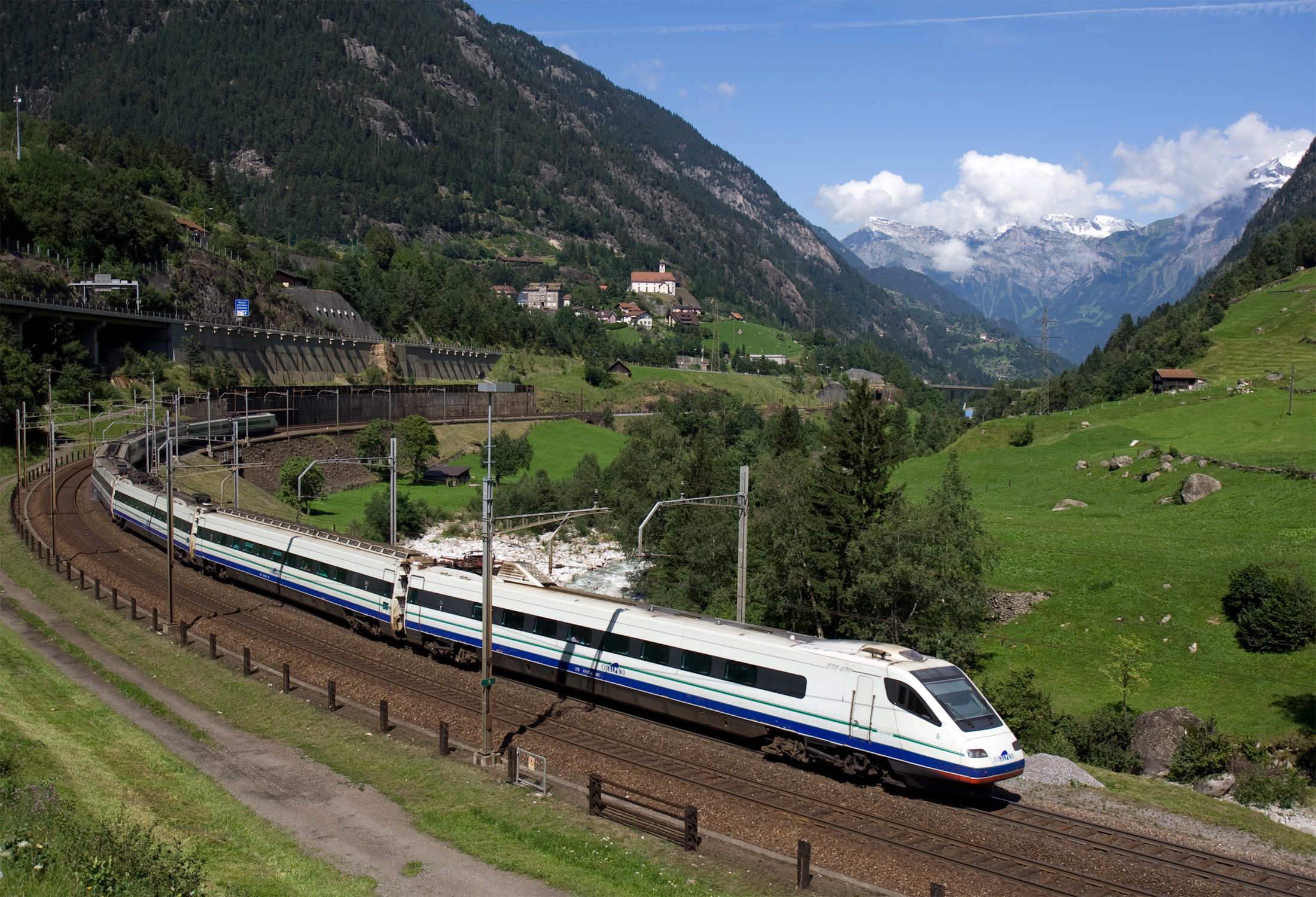
ETR470, Cisalpino

W 1993 roku spółka joint venture kolei włoskich i szwajcarskich Cisalpino zamówiła 9 składów. Spółka otrzymała składy trzeciej generacji oznaczone jako ETR470.
Połączenia z udziałem ETR 470 uruchomiono we wrześniu 1996 na trasie Mediolan – Zurych – Genewa/Bazylea, natomiast od marca 1998 również Mediolan – Stuttgart. W 2006 roku po serii poważniejszych awarii oraz ze względu na częste spóźnienia Niemcy zakończyły współpracę z Cisalpino, a na trasie Stuttgart – Zurych rozpoczęło kursowanie ICE T.
W marcu 2004 roku spółka zamówiła 14 składów czwartej generacji ETR610. Ich eksploatację rozpoczęto na początku 2009 roku. Równolegle z wejściem nowych składów do służby doszło do rozpadu Cisalpino – cały tabor został przejęty przez szwajcarskie SBB-CFF-FFS i włoską Trenitalię.

### Szwajcaria

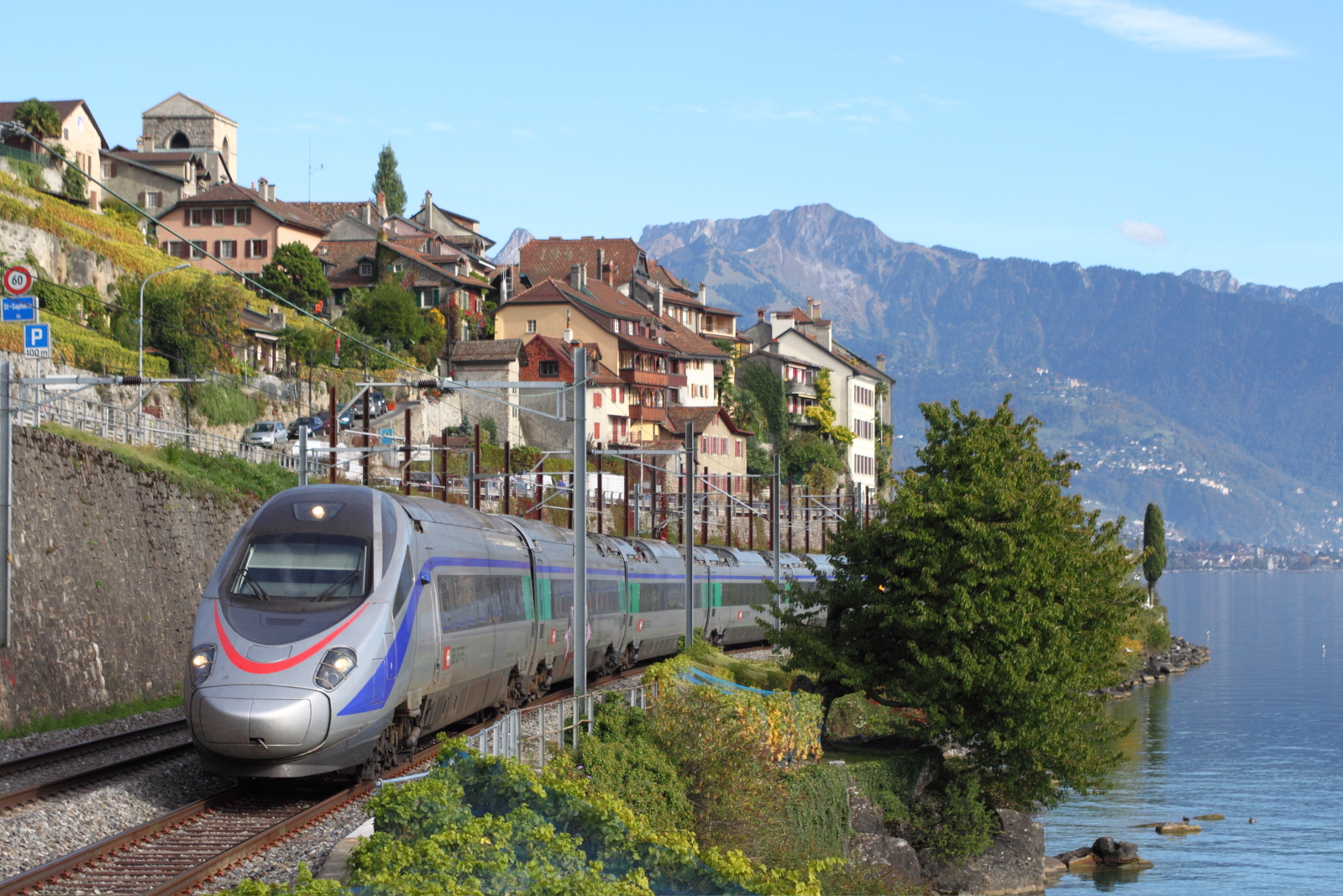
ETR610, SBB-CFF-FFS

Po rozpadzie Cisalpino SBB otrzymały 4 ETR470 i 7 ETR610 (część z nich nie była jeszcze dostarczona). We wrześniu 2015 SBB podpisało z Alstomem umowę na modernizację tych 7 ETR610 obejmującą montaż większych regałów na bagaże, powstanie nowej strefy rodzinnej, nowe toalety, Wi-Fi oraz zmiany związane z bezpieczeństwem wymagane przez włoskie przepisy kolejowe.
W czerwcu 2012 koleje szwajcarskie zamówiły kolejnych 8 ETR610; pierwszy z tych składów opuścił fabrykę w Savigliano na początku czerwca 2014, a 7 sierpnia został uroczyście zaprezentowany. W lutym 2015 SBB skorzystało z opcji na dodatkowe 4 ETR610. Dostawy ukończono na początku 2017 roku.

### Wielka Brytania

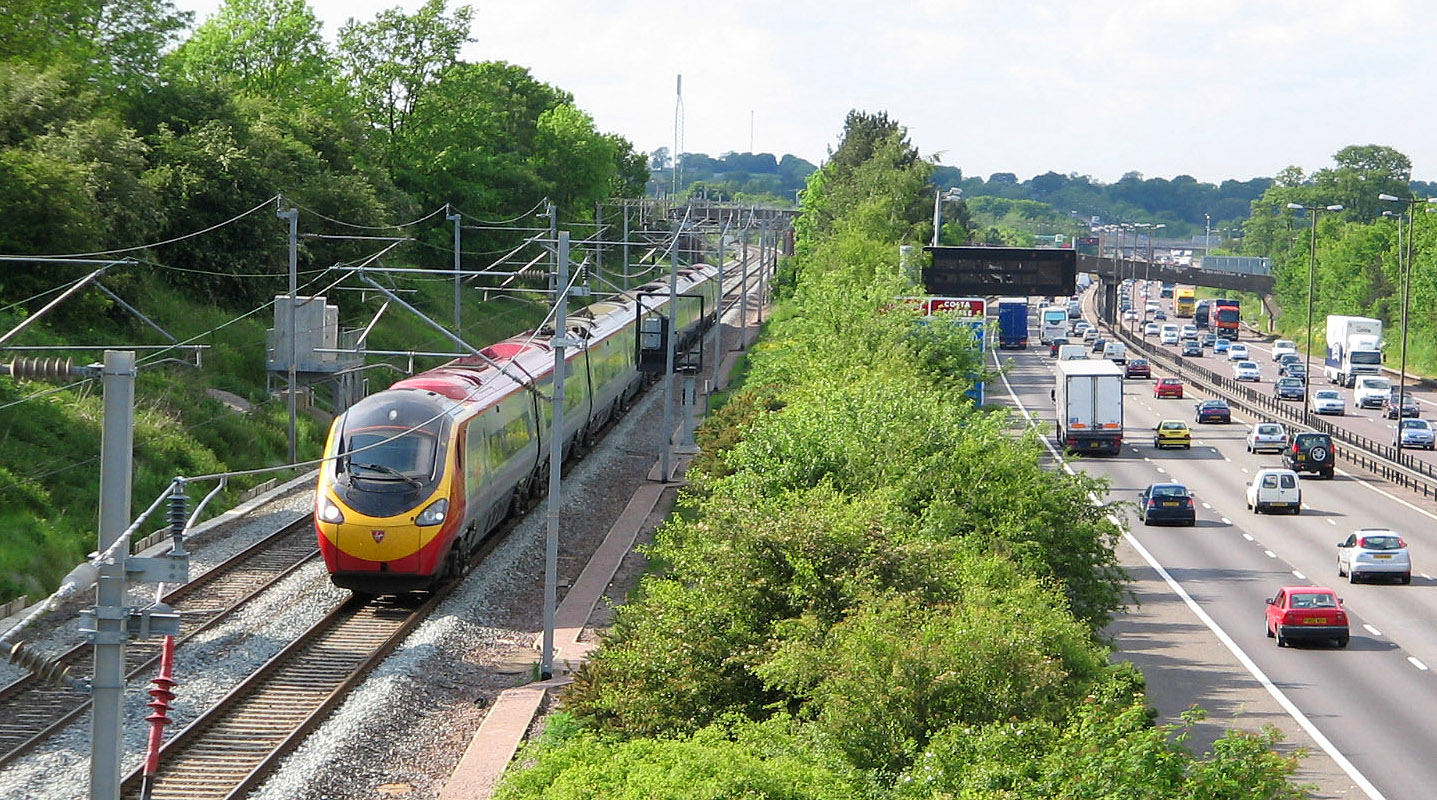
Seria 390, Virgin Trains

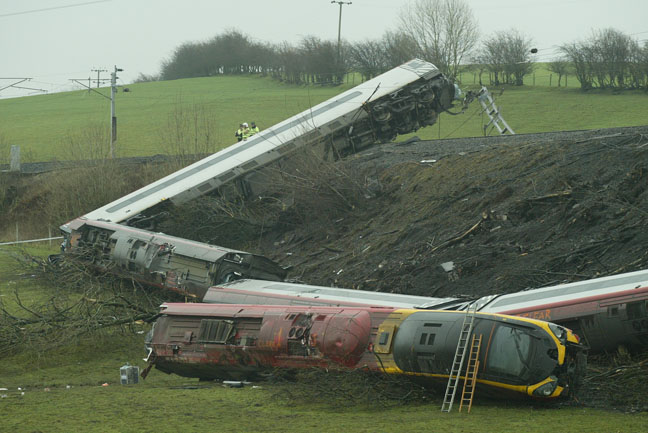
Wykolejenie z 23 stycznia 2007

W 1997 roku spółka Virgin Trains otrzymała 12-letnią koncesję na przewozy pasażerskie na linii West Coast Main Line łączącej stacje Londyn Euston i Glasgow Central. Virgin do obsługi przewozów na tej linii zamówił 53 składy Pendolino specjalnie zaprojektowane pod kątem brytyjskich wymogów, które zostały wyprodukowane przez konsorcjum przedsiębiorstw Alstom i Fiat. Zamówiono 34 składy 8-wagonowe i 19 składów 9-wagonowych.
W lutym 2001 pierwsze 2 jednostki były testowane na torze testowym Old Dalby w Wielkiej Brytanii, który został specjalnie z tego powodu wyremontowany. Pod koniec listopada te 2 jednostki przekazano przewoźnikowi. Pociągi zostały oficjalnie zaprezentowane w czerwcu 2002, a w połowie lipca miał miejsce inauguracyjny przejazd z pasażerami. Pojazdy weszły do regularnej służby w 2003 roku i skierowano je do obsługi połączeń z Londynu m.in. do Birmingham, Manchesteru, Liverpoolu i Glasgow z prędkością maksymalną 200 km/h (osiągnięcie maksymalnej prędkości składów wynoszącej 225 km/h nie jest możliwe ze względu na brak ATP i ETCS na linii WCML).
W październiku 2004 zakończono dostawy. Dzięki wprowadzeniu pociągów Pendolino do eksploatacji przewoźnik wycofał składy złożone z lokomotyw serii 86, 87 i 90 prowadzących wagony Mk.2 i Mk.3 (składy te zostały przejęte od British Rail wraz z przejęciem połączeń na WCML i były użytkowane do końca 2004 roku). W 2004 roku i na początku 2005 roku wszystkie jednostki 8-wagonowe zostały wydłużone o 1 wagon.
23 stycznia 2007 jeden z pociągów brał udział w wypadku kolejowym w pobliżu Grayrigg w Kumbrii. W wypadku zginęła jedna osoba, a 22 zostały ranne. Richard Branson, szef Virgin Trains, w wypowiedzi dla BBC News ocenił, że tak niska liczba ofiar i rannych jest związana głównie z budową pociągu, którą porównał do budowy czołgu. Raport, który ukazał się 4 września 2007, wskazał, że przyczyną wypadku było uszkodzenie zwrotnicy.
Na początku 2008 roku składy osiągnęły przebieg miliona mil. W drugiej połowie 2008 roku podpisano umowę na dostawę 4 dodatkowych składów 11-członowych oraz 62 wagonów do wydłużenia 31 jednostek 9-członowych do 11-członowych.
W 2014 przy okazji wydłużenia koncesji na przewozy na linii WCML Virgin zobowiązał się do przerobienia jednego wagonu 1. klasy na 2. klasę w 21 składach.

### Włochy
Ferrovie dello Stato

ETR600, Ferrovie dello Stato

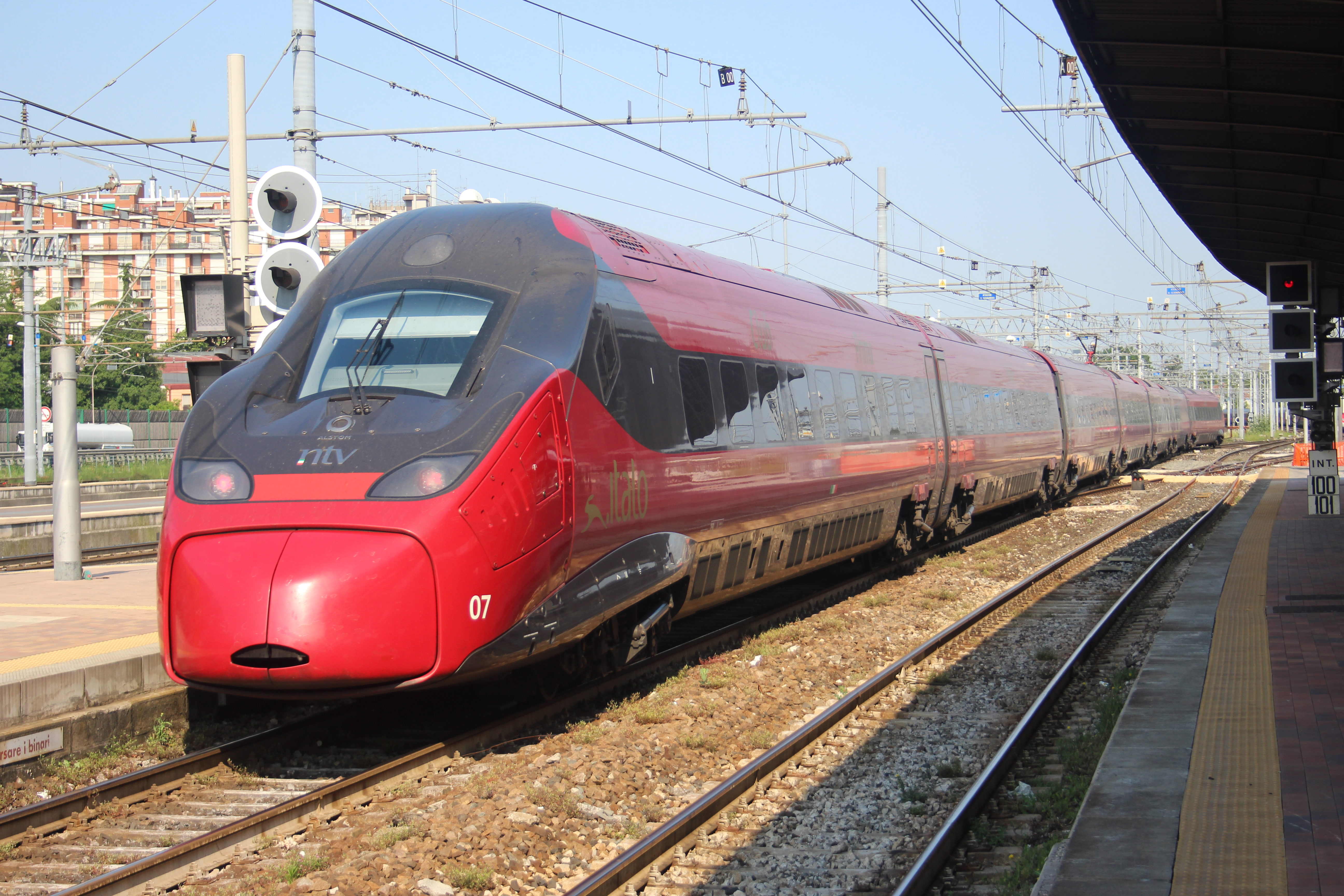
ETR675, NTV

Na początku lat 70. we Włoszech rozpatrywano różne możliwości zwiększenia prędkości pociągów. Ostatecznie zdecydowano się na rozwój pociągów z wychylnym nadwoziem niewymagających budowy nowych linii kolejowych, ponieważ takie rozwiązanie było korzystniejsze finansowo. W 1975 roku Ferrovie dello Stato wprowadziło do eksploatacji pierwsze Pendolino (ETR401), które skierowano do obsługi linii Rzym – Ankona. W 1985 roku Włoskie Koleje Państwowe zamówiły 15 składów drugiej już generacji (ETR450), które do regularnej eksploatacji weszły w 1988 roku.
Pod koniec 1991 roku, po 14 latach budowy, ukończono pierwszą linię KDP we Włoszech – Direttisimę łączącą Florencję z Rzymem. Do jej obsługi skierowano Pendolino drugiej generacji, które mogło jeździć tutaj ze swoją maksymalną prędkością wynoszącą 250 km/h. Pociągi kursowały pod marką Eurostar Italia. Pod koniec eksploatacji w jednostkach został wyłączony mechanizm przechyłu pudła oraz ograniczono prędkość maksymalną do 200 km/h. ETR450 był użytkowany do stycznia 2015.
W latach 1995–1997 Koleje Włoskie otrzymały 25 sztuk Pendolino 3. generacji: 7 ETR460, 3 ETR460P oraz 15 ETR480. Były to jednostki 9-członowe różniące się między sobą możliwościami zasilania. Zespoły ETR460P Politenesione (3 kV / 1,5 kV) skierowano do obsługi transgranicznej relacji Mediolan – Lyon. W 2005 roku usługa ta została rozwiązana; jednostki pozbawiono możliwości zasilania prądem 1,5 kV oraz przenumerowano najpierw na serię ETR465, a potem ETR463. W grudniu 2016 w jednostkach ETR460 i ETR463 wyłączony został mechanizm przechyłu pudła.
W 2006 roku Trenitalia zamówiła 12 składów czwartej generacji (ETR600), które skierowano do obsługi połączeń marki Frecciargento.
Po zakończeniu działalności przez Cisalpino w 2009 roku Trenitalia otrzymała 5 sztuk ETR470 oraz 7 sztuk ETR610. W grudniu 2015 w jednostkach ETR470 wyłączony został mechanizm przechyłu pudła.
Jednostki ETR460-29 oraz ETR480-34 zostały skasowane w następstwie wypadków jakie przeszły. 10 grudnia 2023 jedna z jednostek ETR600 brała udział w wypadku w regionie Emilia-Romania podczas którego doszło do najechania jednego pociągu na drugi i 17 osób zostało rannych.
Nuovo Trasporto Viaggiatori
29 października 2015 przewoźnik Nuovo Trasporto Viaggiatori podpisał z Alstomem umowę na dostawę 8 jednostek 7-członowych. Dostawy pociągów zaplanowano na koniec 2017 roku, a ich wprowadzenie do eksploatacji na początek 2018 roku. We wrześniu 2016 rozszerzono umowę o dodatkowe 4 egzemplarze. W połowie grudnia 2016 odbyła się prezentacja pierwszej jednostki. Pod koniec 2017 roku zamówienie rozszerzono o kolejne 5 egzemplarzy, a na początku drugiej połowy 2018 roku o jeszcze 5 kolejnych.
Na początku drugiej połowy 2018 roku eksploatowanych było 11 jednostek.